# Aktueller Software Markt
Az Aktueller Software Markt (Aktuális Szoftver Piac), illetve ismertebb nevén az ASM egy német multi-platform videojáték-magazin volt, melyet a Tronic Verlag adott ki 1986 és 1995 között. Egyike volt Németország legelső videójátékokkal foglalkozó magazinjának, bár az ASM legelső számai a nevéhez hűen az akkoriban elérhető szinte összes platform szoftver piacaival foglalkozott. A magazin állítása szerint ők voltak Németország legelső számítógépes szoftver piaccal foglalkozó folyóirata, azonban hamarosan videójátékos magazinná alakították át.
Első lapszáma 1986 márciusában, míg az utolsó 1995 februárjában jelent meg. Az első lapszámtól az 1991 szeptemberiig Manfred Kleimann volt a magazin főszerkesztője, őt Matthias Siegk váltotta egészen az 1993 májusi lapszámig, amikor Peter Schmitz vette át a vezető pozíciót egészen az ASM utolsó lapszámáig.
Az ASM utolsó két évében kétszer is megváltoztatták a nevét. Az 1993 decemberi lapszámtól ASM – Das Spaß-Magazin, míg az 1994 novemberi lapszámtól ASM – Das Computer-Spaß-Magazin címen jelent meg.